# Downgrade
Degradar (del inglés, literalmente, "bajar un nivel") es un proceso informático consistente en reducir en complejidad, eliminar partes innecesarias o reducir el número de partes móviles.
Es un término normalmente utilizado en el ámbito del software. Significa devolver el software a una antigua versión. A menudo, programas complejos pueden necesitar ser downgradeados para eliminar partes con fallos, y para incrementar velocidad y/o facilidad de uso. Puede ocurrir lo mismo con la maquinaria.

## Otros significados
- Degradar es una práctica común en tiempo de guerra, cuando dinero y materiales son escasos. Volver a tecnologías ya superadas cuando por ello son más baratas y eficientes.
- En meteorología se refiere a la reducción de la intensidad de las tormentas.
- Repetir un estado anterior (en lo que se refiere a software, ya sea en un sistema operativo como el de psp o android, para reducir fallos, o en un videojuego, repetir la esencia)
- En el sector de los Videojuegos se refiere a reducir la calidad de un videojuego con respecto a la promoción del mismo.